# لوكاس ديلغادو
لوكاس ديلغادو (بالإسبانية: Lucas Delgado)‏ هو لاعب كرة قدم أرجنتيني، ولد في 24 مارس 1995 في Capitán Bermúdez ‏ في الأرجنتين. لعب مع Club Atlético Temperley ‏.

## وصلات خارجية
- لوكاس ديلغادو على موقع قاعدة بيانات كرة القدم.إي يو (الإنجليزية)
- لوكاس ديلغادو على موقع Soccerway.com (الإنجليزية)